# Středomoravský župní přebor 1993/1994
V soubojích 6. ročníku Středomoravského župního přeboru 1993/94 (jedna ze skupin 5. fotbalové ligy) se utkalo 16 týmů každý s každým dvoukolovým systémem podzim–jaro. Tento ročník začal v srpnu 1993 a skončil v červnu 1994.
Jednalo se o první ročník v rámci České republiky, poprvé měl 16 účastníků.

## Nové týmy v sezoně 1993/94
- Z Divize D 1992/93 sestoupilo do Středomoravského župního přeboru mužstvo TJ Kunovice.
- Z Divize E 1992/93 sestoupilo mužstvo TJ Spartak Hulín.
- Ze skupin I. A třídy Středomoravské župy 1992/93 postoupila mužstva TJ Spartak Valašské Klobouky (vítěz skupiny A),[2] SK Slovácká Viktoria Bojkovice (vítěz skupiny B)[2] a TJ Fatra Napajedla (2. místo ve skupině A).[2]

## Konečná tabulka
Zdroj: 
| Poř. | Tým                                | Z  | V  | R | P  | VG | OG | B  |
| ---- | ---------------------------------- | -- | -- | - | -- | -- | -- | -- |
| 1.   | TJ Sokol Trnava                    | 30 | 21 | 5 | 4  | 79 | 28 | 47 |
| 2.   | FK VTJ PARES Prušánky              | 30 | 21 | 4 | 5  | 87 | 25 | 46 |
| 3.   | TJ Slavoj Morkovice                | 30 | 18 | 7 | 5  | 70 | 28 | 43 |
| 4.   | TJ Spartak MEZ Brumov              | 30 | 16 | 4 | 10 | 62 | 50 | 36 |
| 5.   | SK Slovácká Viktoria Bojkovice (N) | 30 | 15 | 5 | 10 | 56 | 56 | 35 |
| 6.   | TJ Vigantice                       | 30 | 15 | 1 | 14 | 57 | 52 | 31 |
| 7.   | FC TOMIS Vsetín                    | 30 | 14 | 3 | 13 | 44 | 52 | 31 |
| 8.   | TJ Štítná nad Vláří                | 30 | 14 | 2 | 14 | 47 | 43 | 30 |
| 9.   | TJ Spartak Valašské Klobouky (N)   | 30 | 11 | 8 | 11 | 48 | 48 | 30 |
| 10.  | TJ FS Napajedla (N)                | 30 | 13 | 3 | 14 | 46 | 46 | 29 |
| 11.  | TJ Spartak Hulín (S)               | 30 | 12 | 4 | 14 | 53 | 54 | 28 |
| 12.  | TJ Kunovice (S)                    | 30 | 10 | 4 | 16 | 49 | 53 | 24 |
| 13.  | TJ Sokol Újezdec-Těšov             | 30 | 10 | 3 | 17 | 47 | 75 | 23 |
| 14.  | FC Viktoria Otrokovice             | 30 | 7  | 6 | 17 | 45 | 63 | 20 |
| 15.  | TJ Start Stavba Vsetín-Lhota       | 30 | 5  | 5 | 20 | 31 | 81 | 15 |
| 16.  | TJ Tatran Janová                   | 30 | 5  | 3 | 22 | 28 | 95 | 13 |

Poznámky:
- Z = Odehrané zápasy; V = Vítězství; R = Remízy; P = Prohry; VG = Vstřelené góly; OG = Obdržené góly; B = Body; (S) = Mužstvo sestoupivší z vyšší soutěže; (N) = Mužstvo postoupivší z nižší soutěže (nováček)

|  | Postup do Divize D 1994/95                               |
|  | Postup do Divize E 1994/95                               |
|  | Sestup do I. A třídy Středomoravské župy - sk. A 1994/95 |